# Средња школа „Свети Ахилије” Ариље
Средња школа „Свети Ахилије” Ариље је мешовита образовно-васпитна средња школа у Ариљу. Средње образовање у Ариљу почиње 1961. радом „Школе за квалификоване раднике” да би се проширила 1962. издвојеним одељењем „Економске школе” из Ужица. 1970. добија издвојено одељење Гимназије такође из Ужица. 1979. формира се јединствена школска институција под називом „Образовни центар”. Од 1992. до 2005. носи назив „Техничка школа” а од 2005 садашњи назив.

## Смерови
- Општи смер гимназије
- Техничар електронике и аутоматике
- Финансијско-рачуноводствени техничар
- Модни кројач
- Аутомеханичар